# Litice (zamek)
Litice – gotycki XIII-wieczny zamek w Czechach, w powiecie Ústí nad Orlicí, w miejscowości Litice nad Orlicí, 7 km na zachód od miasta Žamberk. Teren wokół warowni otoczony jest ochroną jako pomnik przyrody Hradní kopec Litice. 

## Historia
Zamek został założony w końcu XIII wieku przez ród Drslaviców na wybitnym wzniesieniu otoczonym zakolem Dzikiej Orlicy. Do 1468, za panowania króla Jerzego z Podiebradów, został całkowicie przebudowany i stał się wówczas jednym z najlepiej ufortyfikowanych zamków Czech. Później jego ranga stopniowo spadała i w 1658 opisany był jako w połowie zrujnowany.
Obecnie ruiny są odrestaurowane, zabezpieczone i udostępnione turystom. Wieża służy jako punkt widokowy. W pobliżu znajdują się kamieniołomy, a kilka kilometrów na zachód zamek Potštejn.

## Galeria

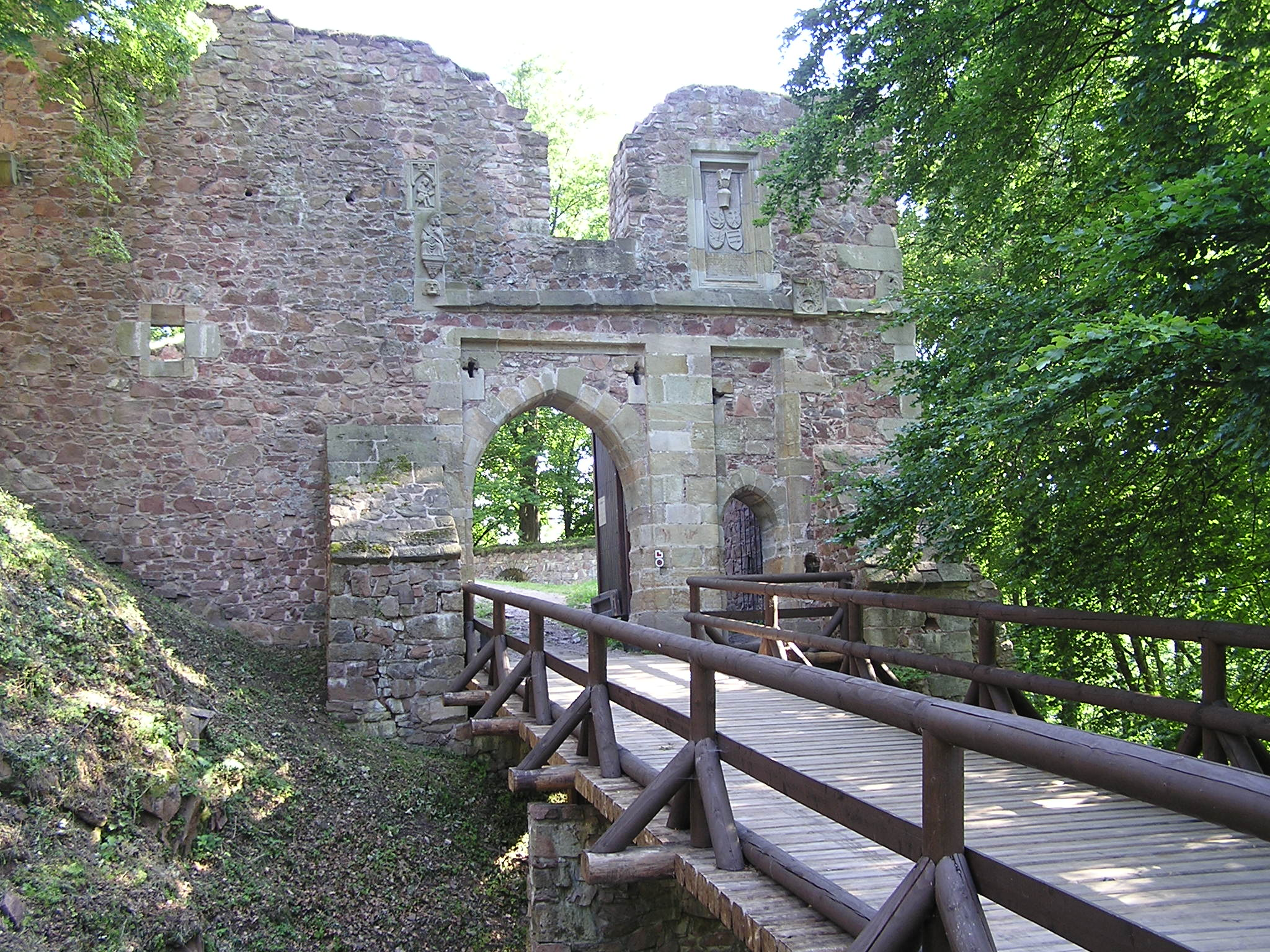
Brama wjazdowa zamku Litice
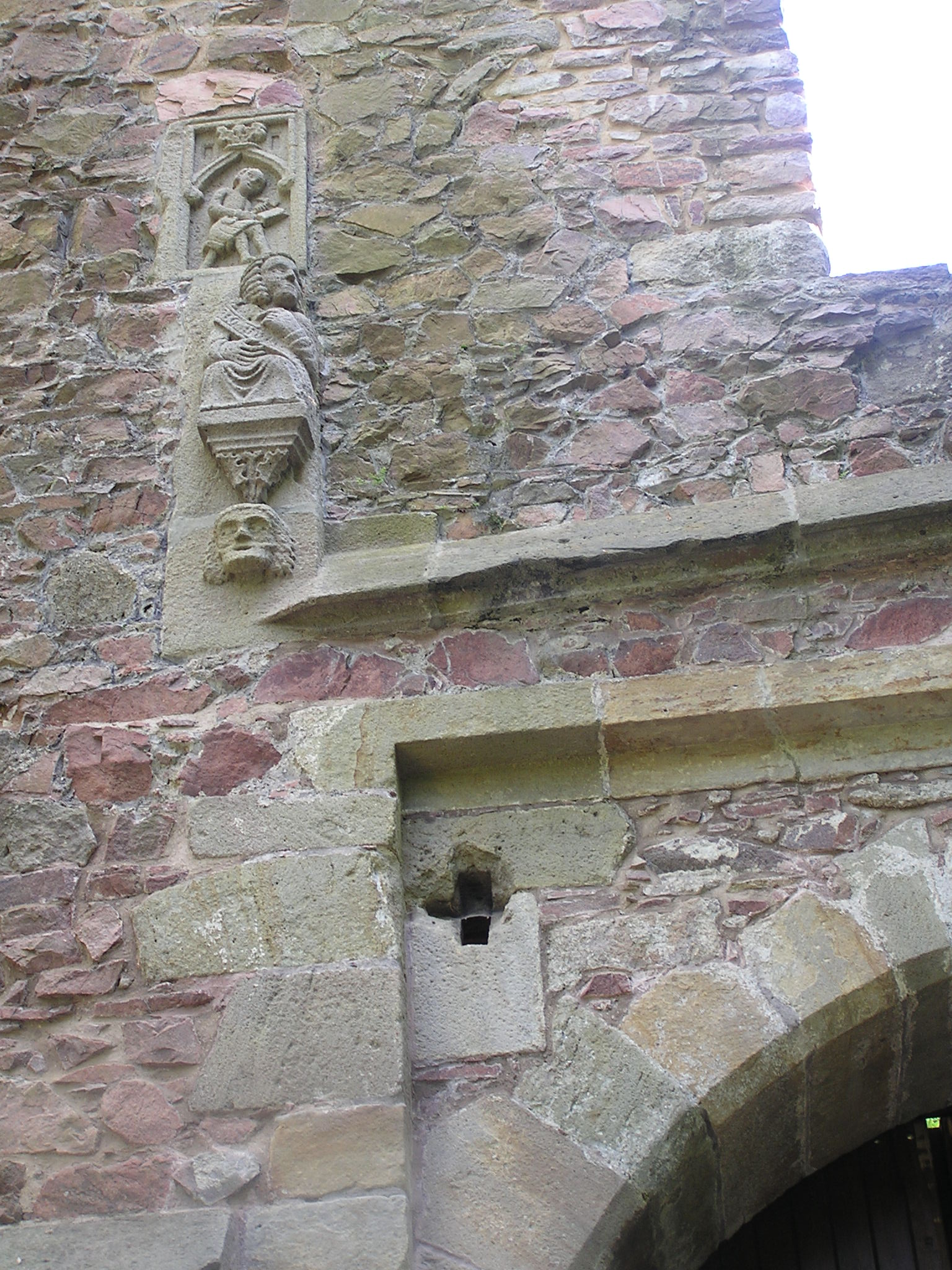
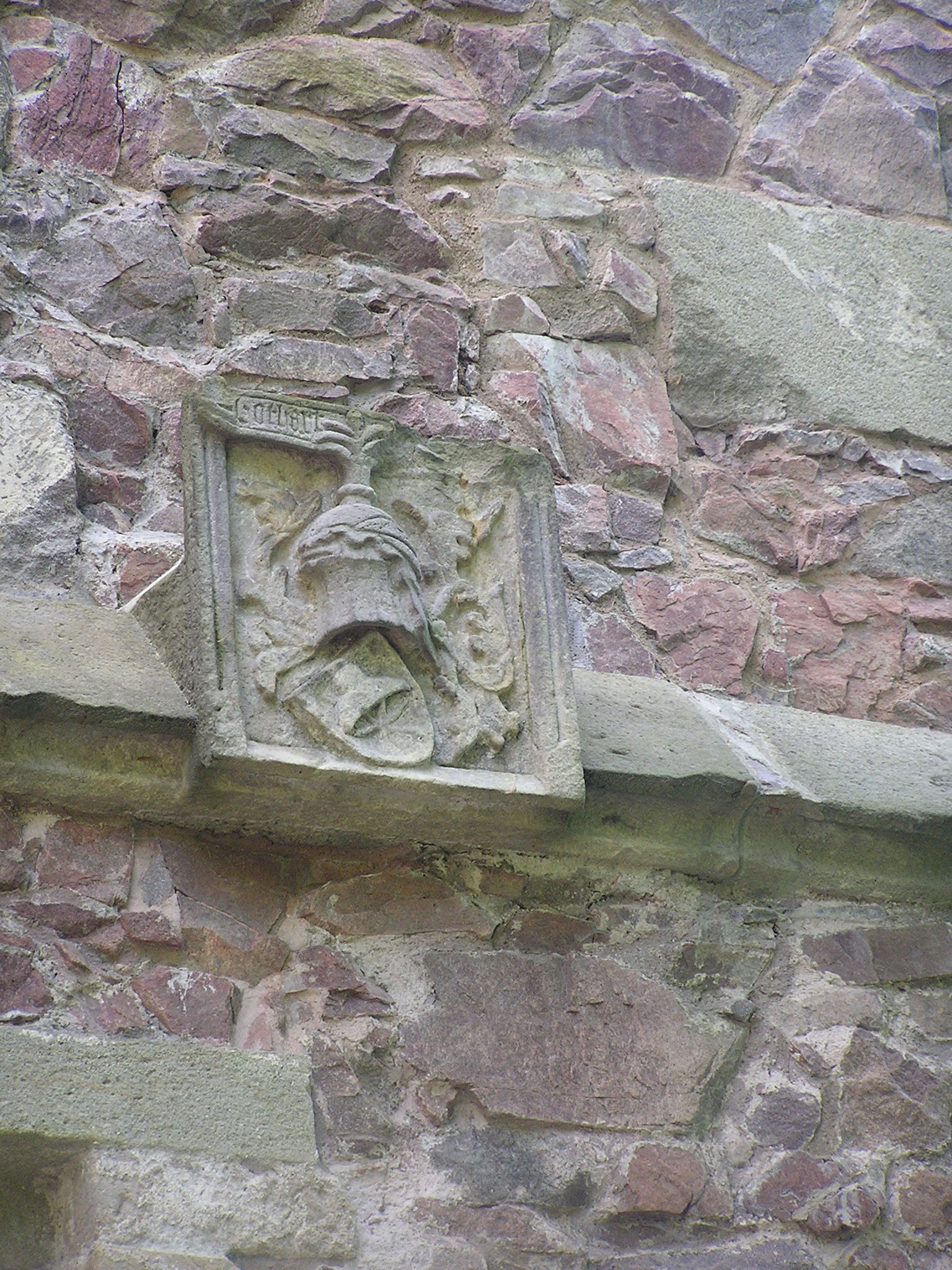
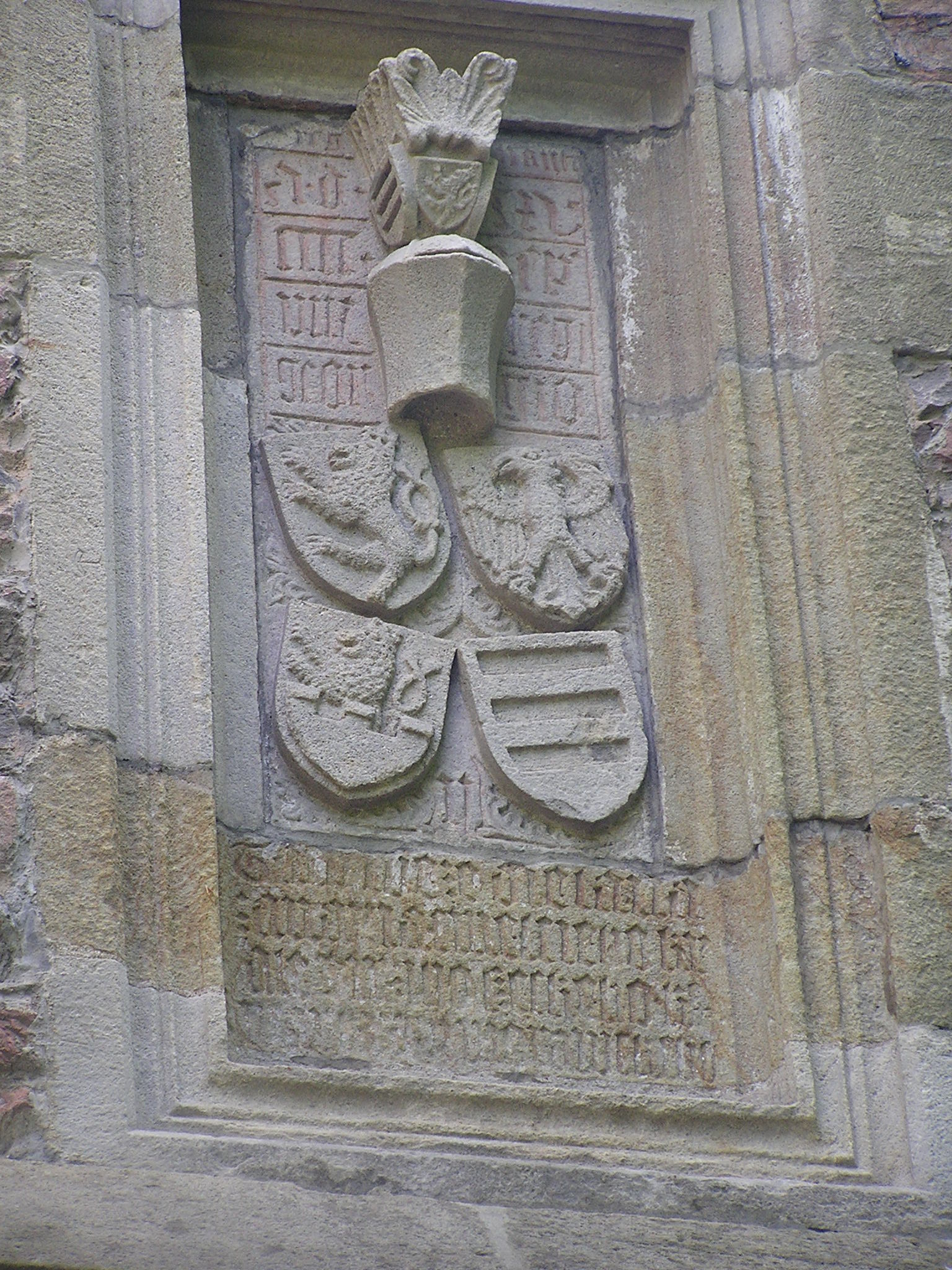
Herby Czech Śląska, Podiebradów
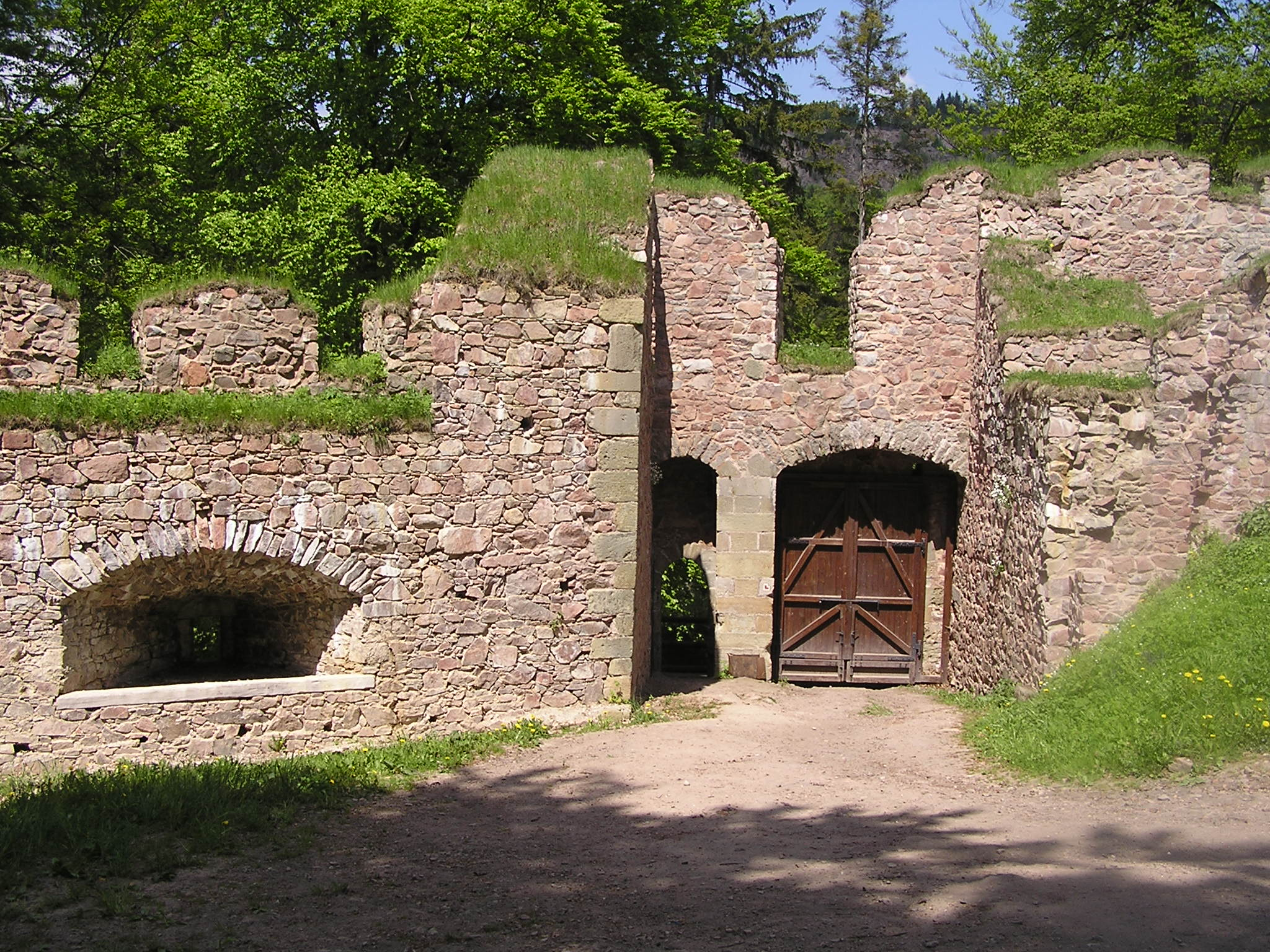
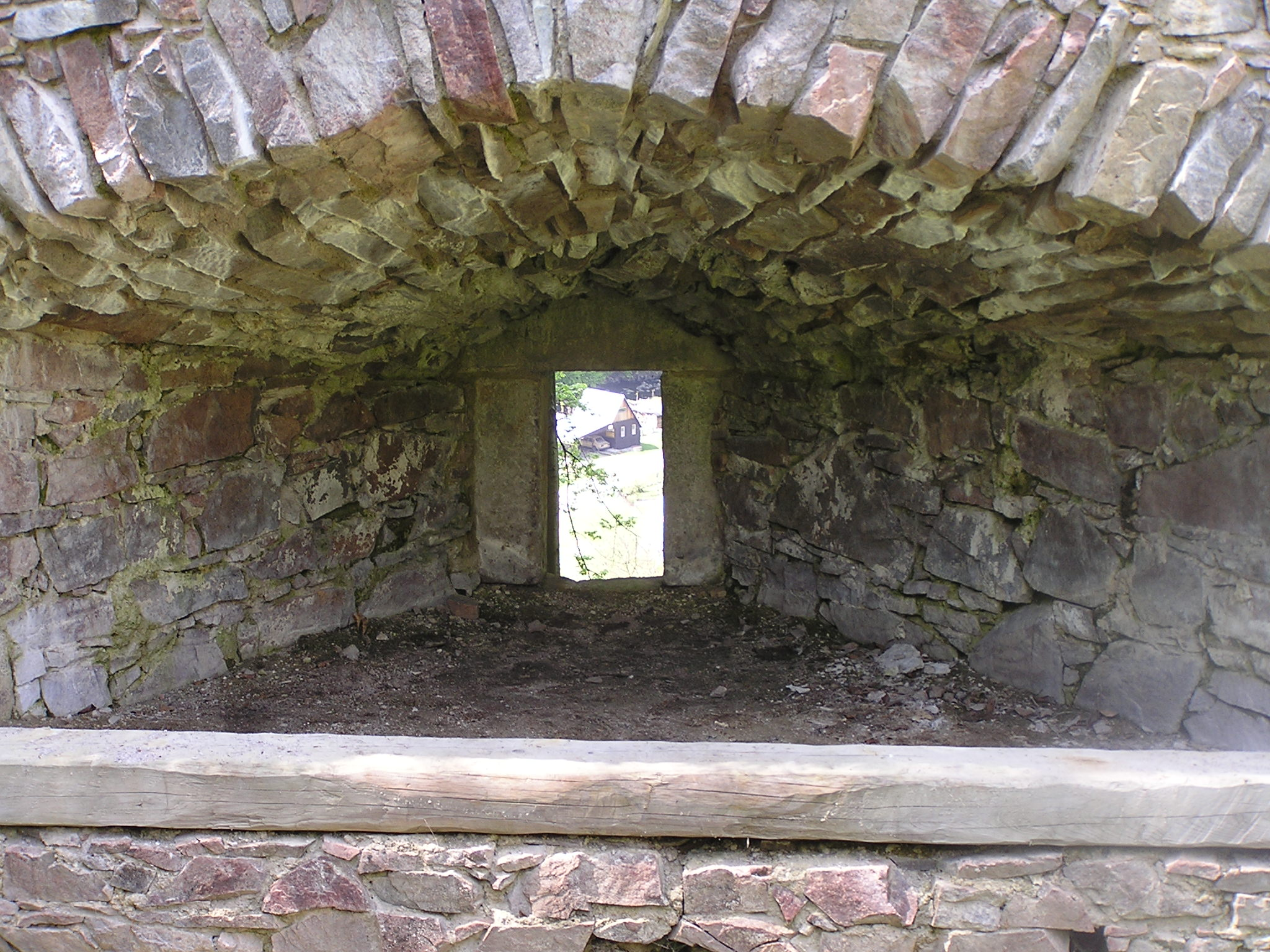
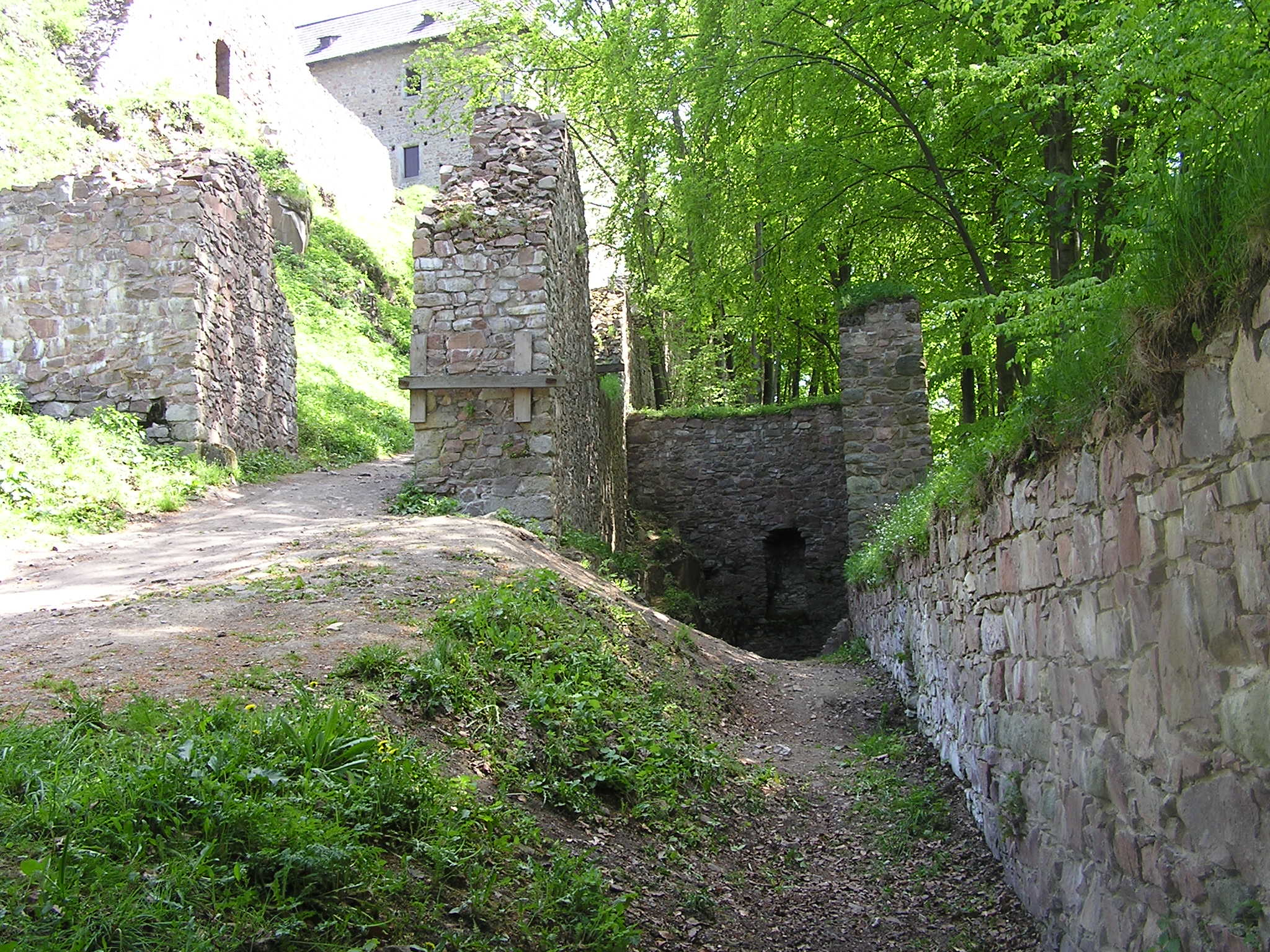
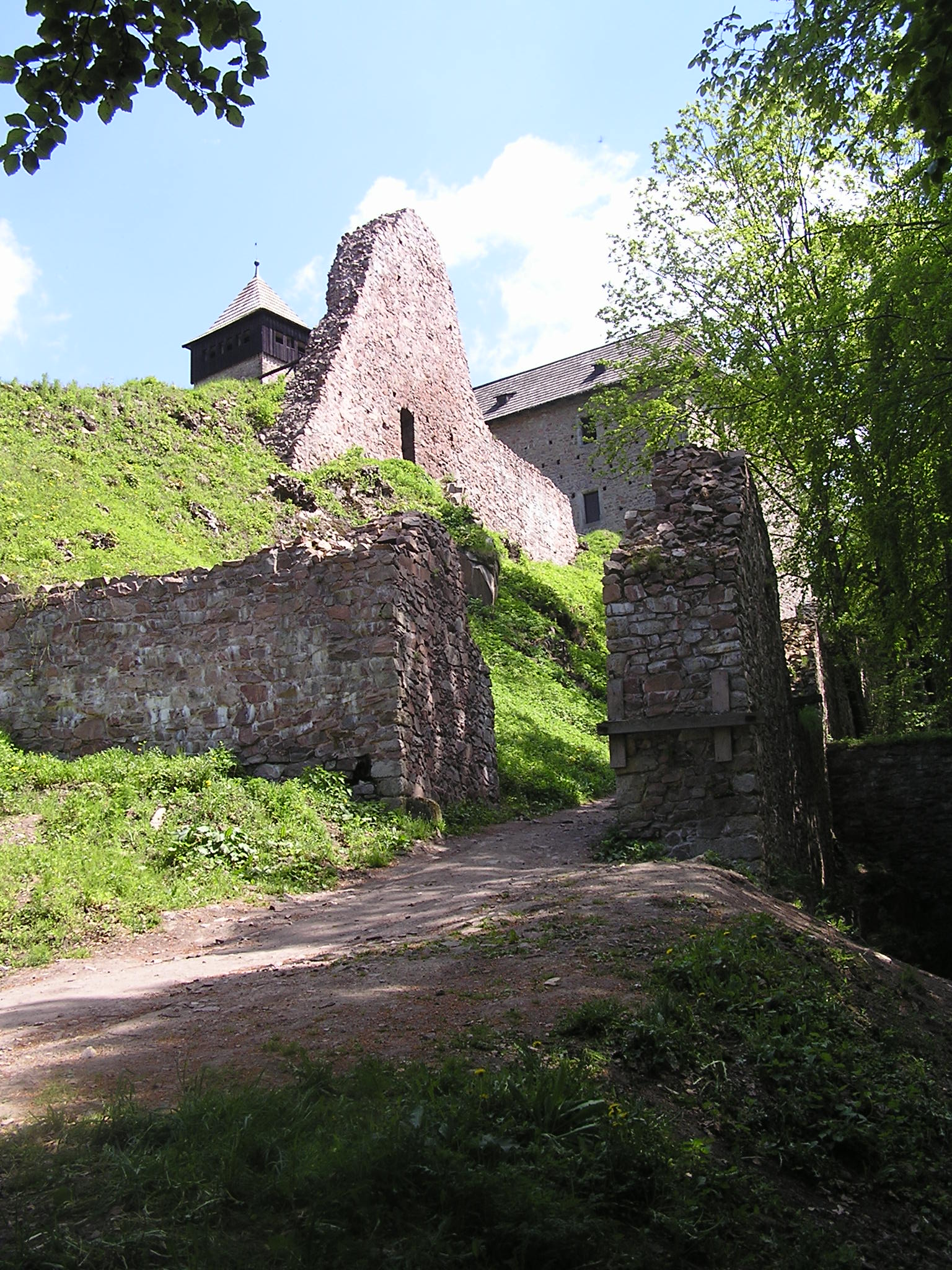
Pierwszy dziedziniec
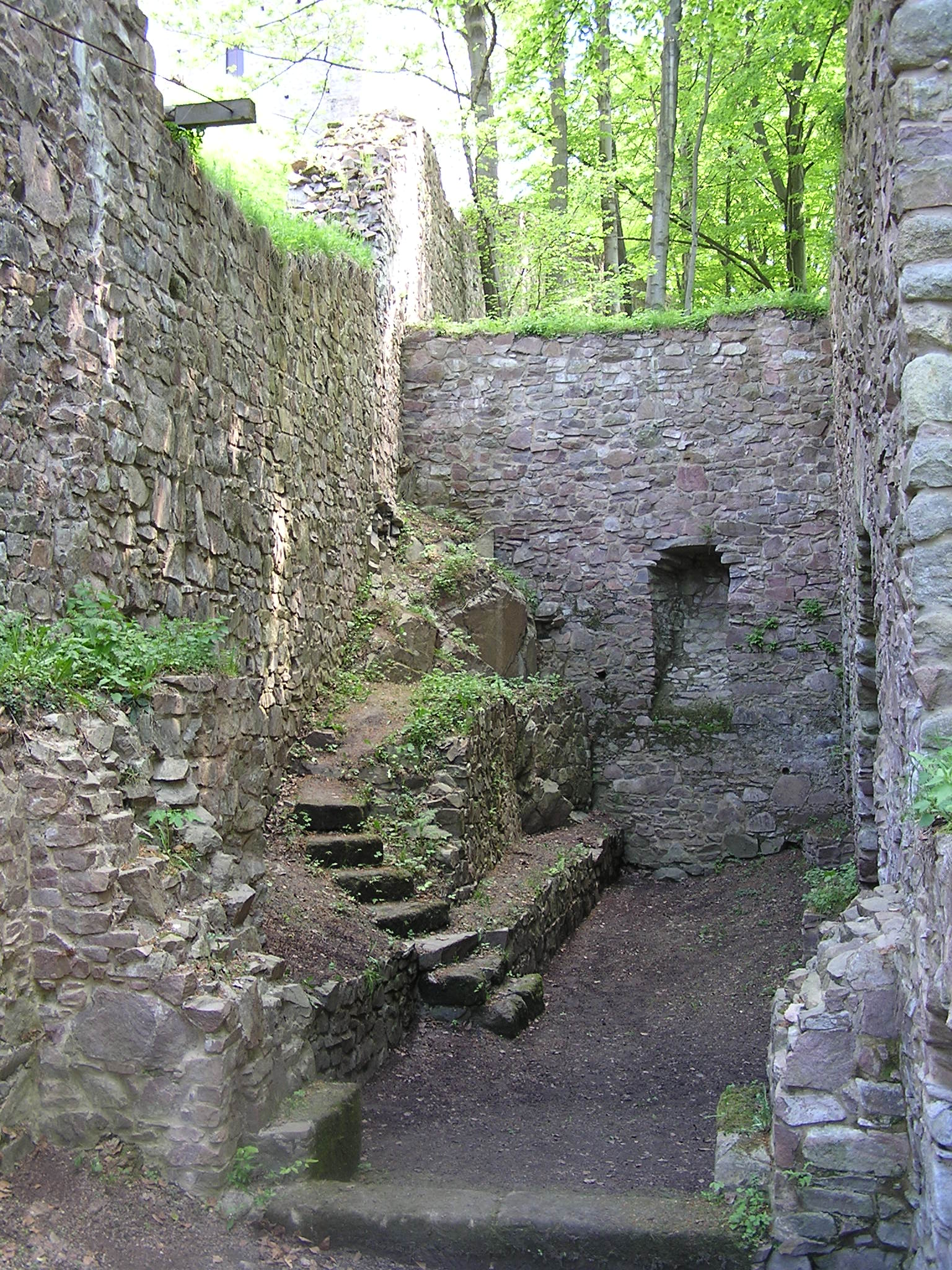
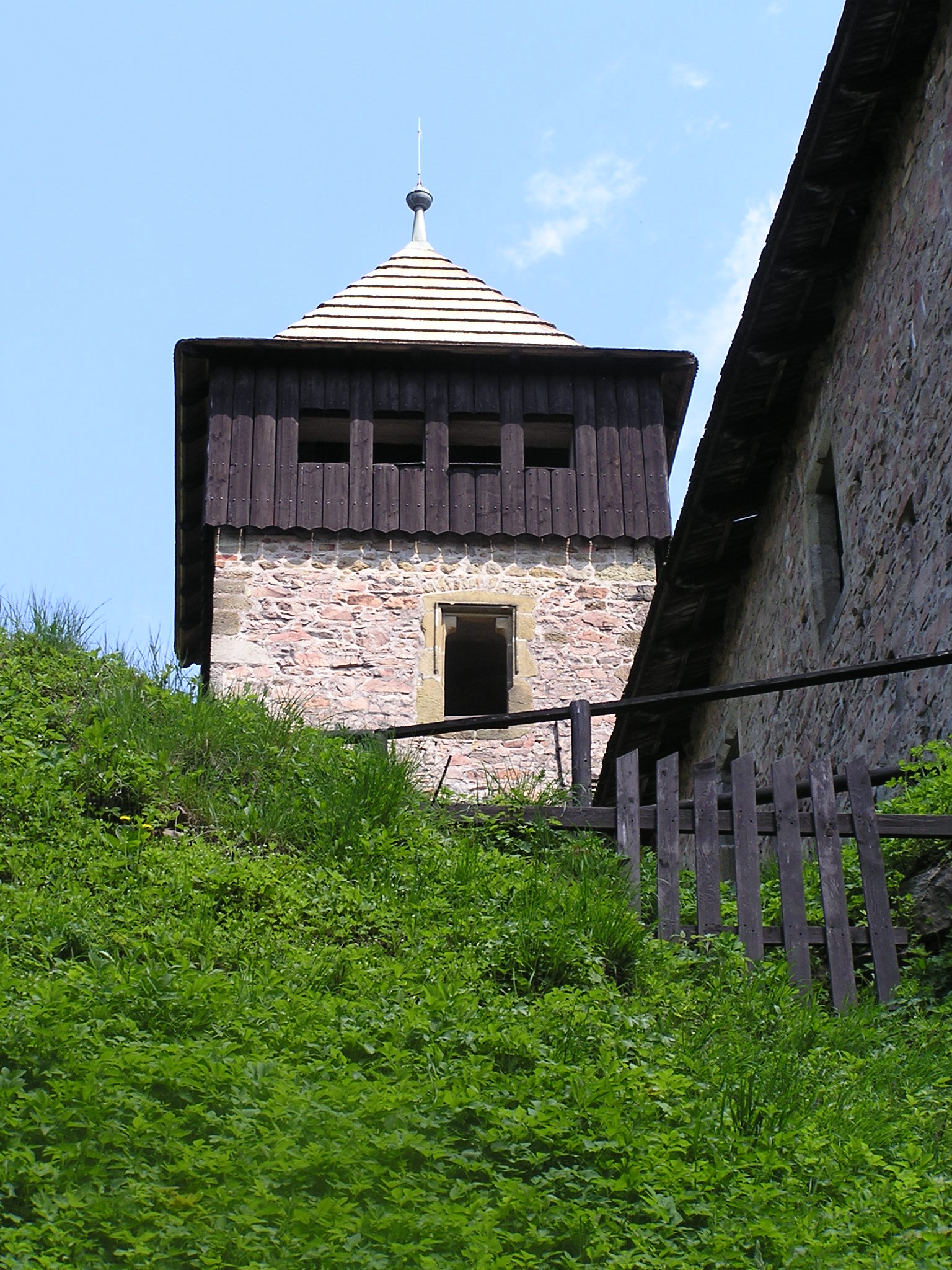
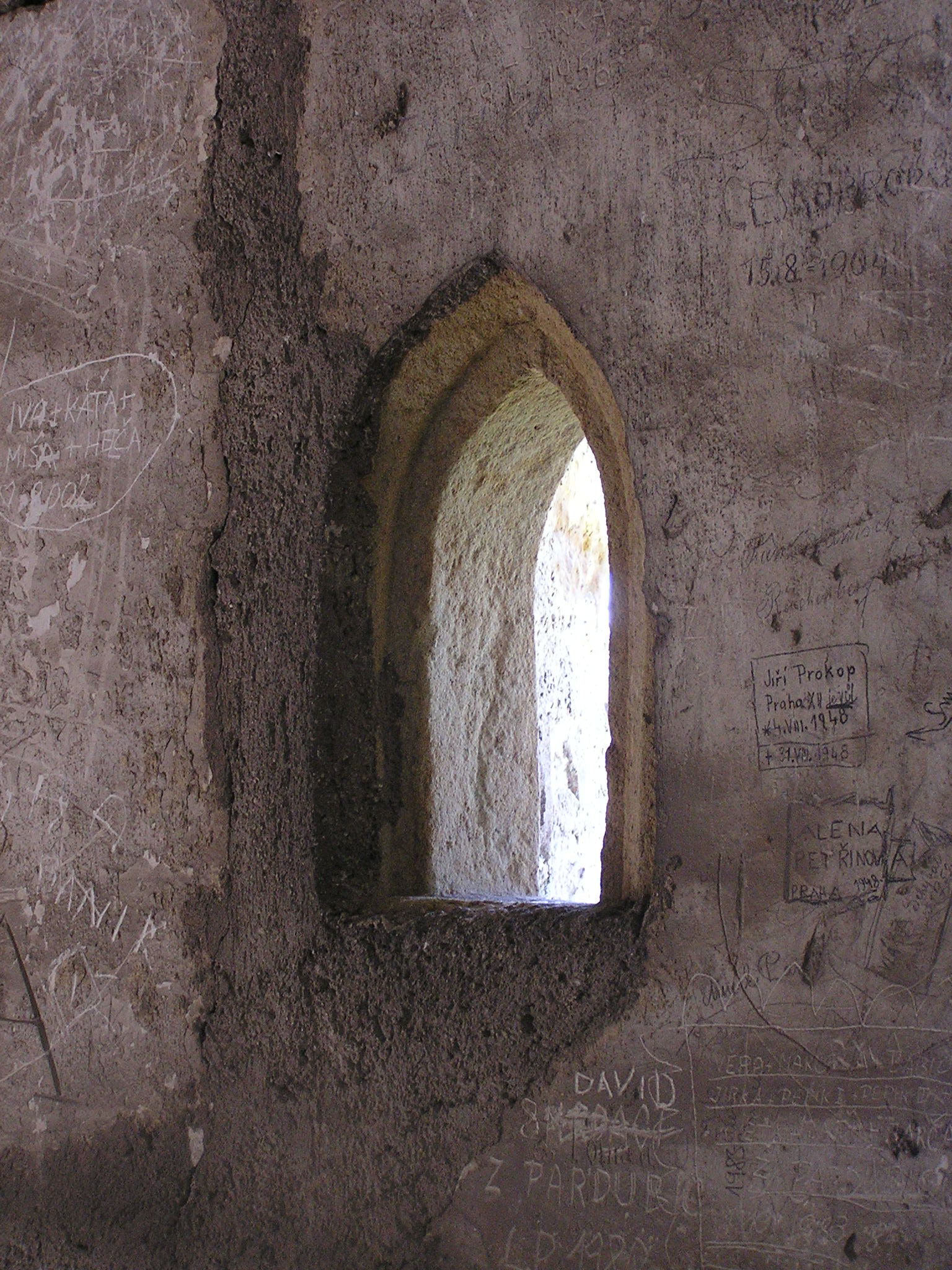
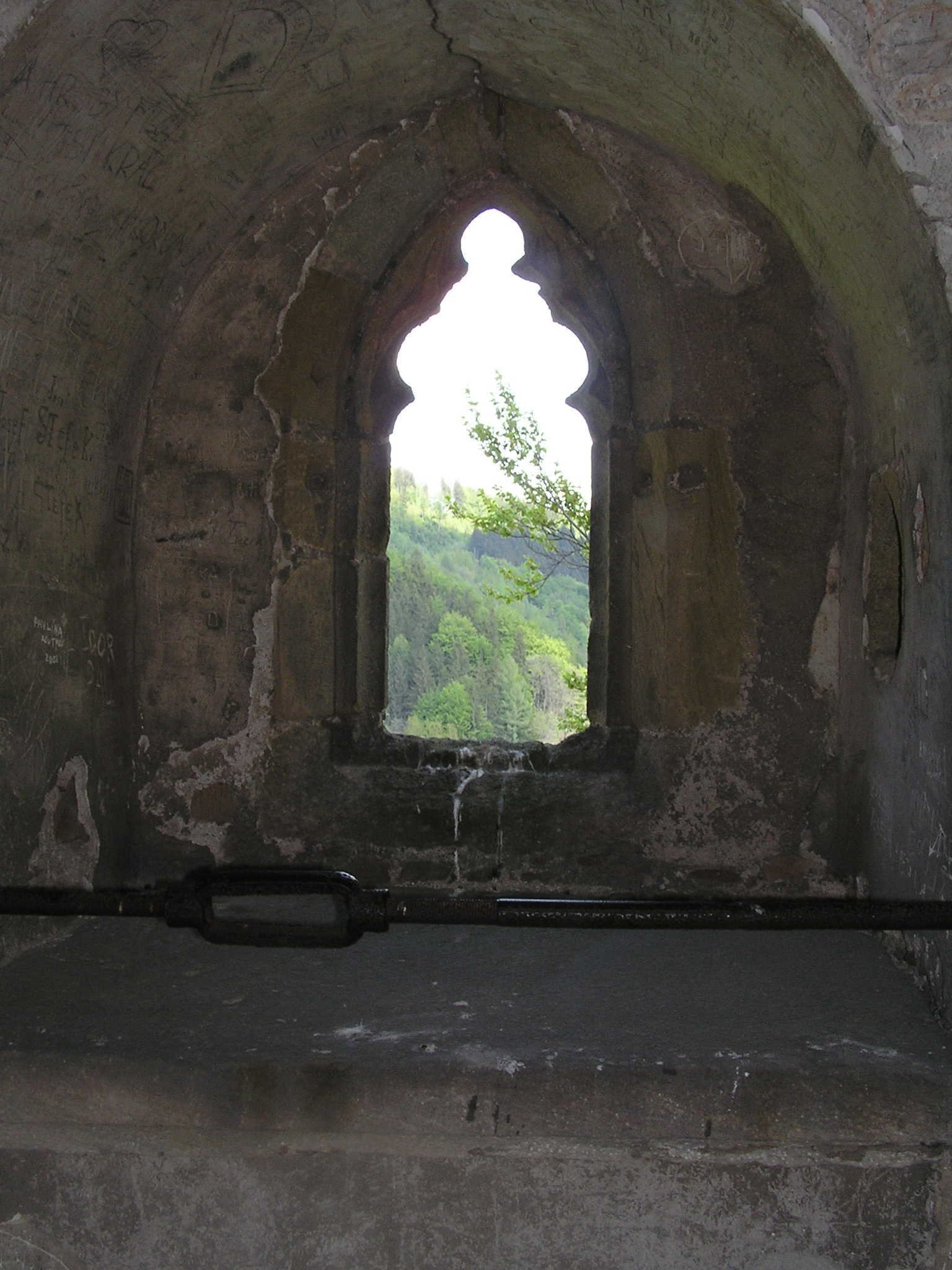
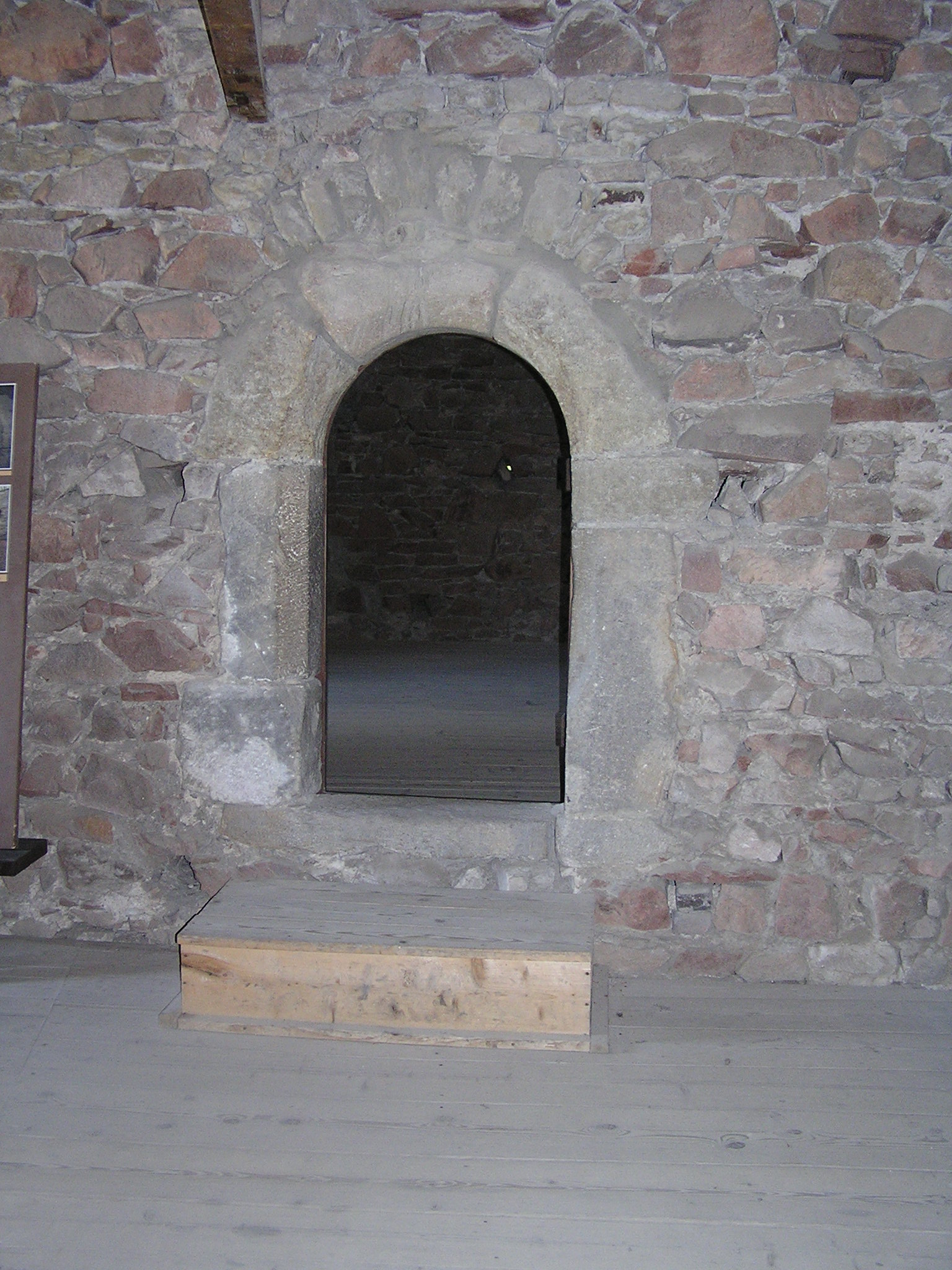
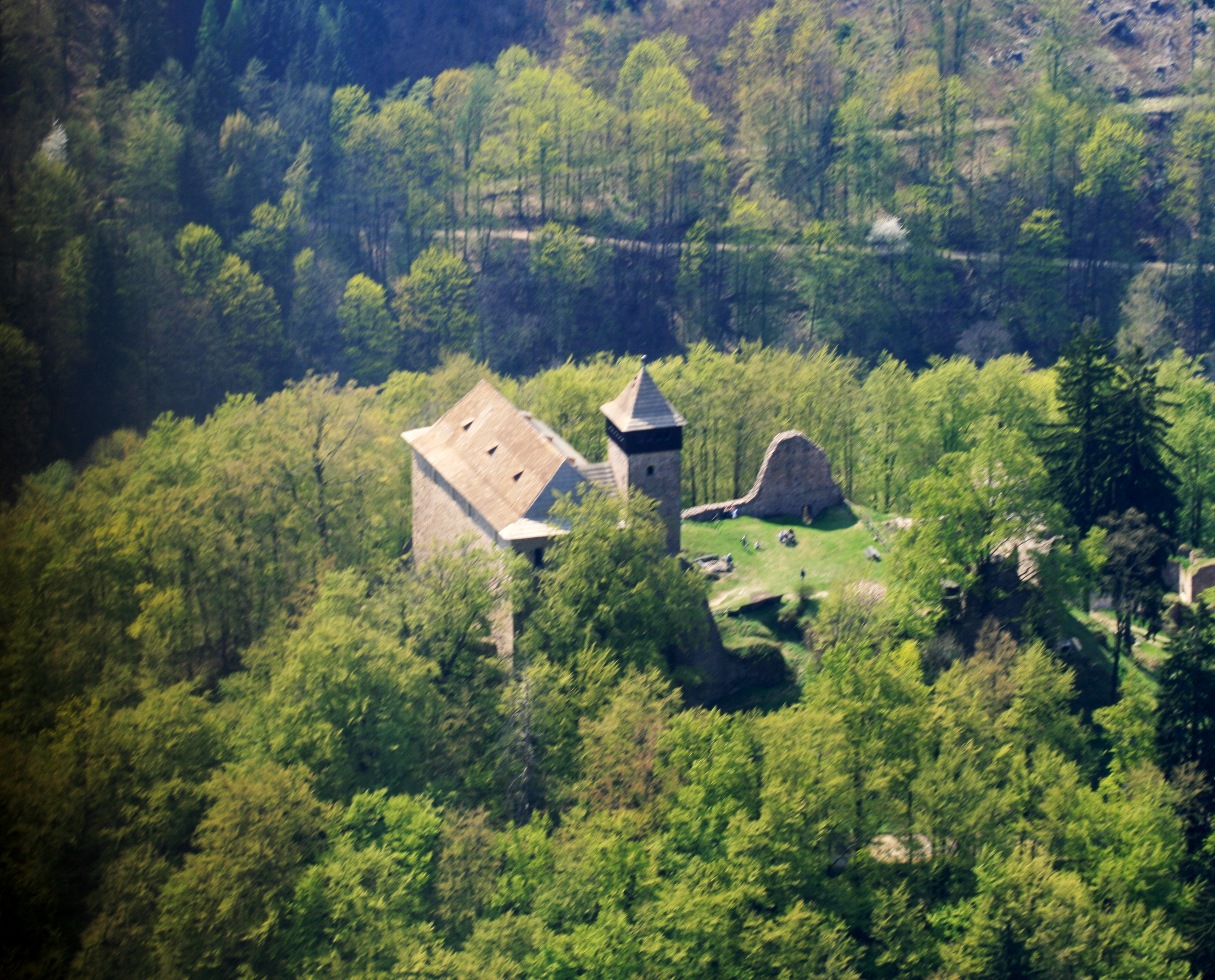
Widok z samolotu